# Leeds (Maine)
Leeds ist eine Town im Androscoggin County des Bundesstaates Maine in den Vereinigten Staaten von Amerika. Leeds liegt am Westufer des Androscoggin Lakes. Im Jahr 2020 lebten dort 2262 Einwohner in 1053 Haushalten auf einer Fläche von 112,4 km².

## Geographie
Nach dem United States Census Bureau hat Leeds eine Gesamtfläche von 112,43 km², von der 103,73 km² Land sind und 8,7 km² aus Gewässern bestehen.

### Geographische Lage
Leeds liegt im Nordosten des Androscoggin Countys und grenzt an das Kennebec County. Im Westen wird das Gebiet der Town durch den Androscoggin River begrenzt, im Osten der Town befindet sich der Androscoggin Lake. Mehrere kleinere Bäche münden nordwärts fließend in den Androscoggin River. Zu ihnen gehört der Dead River. Die Oberfläche der Town ist eher eben, die höchste Erhebung ist der 200 m hohe Monument Hill am Westufer des Androscoggin Lakes.

### Nachbargemeinden
Alle Entfernungen sind als Luftlinien zwischen den offiziellen Koordinaten der Orte aus der Volkszählung 2010 angegeben.
- Norden: Livermore Falls, 5,7 km
- Nordosten: Wayne, 7,6 km
- Osten: Monmouth, 13,4 km
- Südosten: Wales, 10,7 km
- Süden: Greene, 4,2 km
- Westen: Turner, 12,8 km
- Nordwesten: Livermore, 10,1 km

### Stadtgliederung
In Leeds gibt es mehrere Siedlungsbereiche. Zu ihnen gehören North Leeds, nördlich des Androscoggin Lakes West Leeds zentral im Westen am Androscoggin River gelegen, South Leeds und im Süden Keenes Corner und Leeds Junction, sowie Curtis Corner, Dead River (ehemalige Eisenbahnstation), East Leeds (ehemaliger Standort eines Postamtes), Highmoor (ehemalige Eisenbahnstation),  Leeds Center und Libbys Pit (ehemalige Eisenbahnstation).

### Klima
Die mittlere Durchschnittstemperatur in Leeds liegt zwischen −6,7 °C (20° Fahrenheit) im Januar und 21,7 °C (71° Fahrenheit) im Juli. Damit ist der Ort gegenüber dem langjährigen Mittel der USA um etwa 10 Grad kühler. Die Schneefälle zwischen Oktober und Mai liegen mit über fünfeinhalb Metern knapp doppelt so hoch wie die mittlere Schneehöhe in den USA. Die tägliche Sonnenscheindauer liegt am unteren Rand des Wertespektrums der USA.

## Geschichte
Das Gebiet wurde zuerst Littleborough nach einer Familie aus Massachusetts genannt, die zu den größten Landbesitzern gehörte. Die Town wurde im Jahr 1801 gegründet. Ein Teil der town von Livermore oberhalb des Dead Rivers wurde im Jahr 1802 zur town hinzugefügt und im Jahr 1809 folgte ein schmaler Streifen der ursprünglich zu Monmouth gehörte. Das Gebiet am Beech Hill wurde im Jahr 1810 an Wayne abgegeben und im Jahr 1852 wurde der südöstliche Teil von Leeds an Wales abgegeben. Zur town gehören etwa 9.307 ha (23.000 ac) Land.
Erste Siedler in Leeds waren Thomas und Roger Stinchfield, die mit ihren Familien an den Dead River im Juni 1780 zogen. Die beiden Brüder kannten die Gegend durch die Jagden, die sie dort durchgeführt hatten. Andere frühe Siedler waren die Familien Fish, Millett und Bishop. Soldaten der Revolutionsarmee folgten ebenfalls als Siedler. Der erste Gottesdienst in der Town wurde im Jahr 1794 gehalten, auf Anfrage von Thomas Francis, einem Anwohner. Eine Baptisten Kirche wurde im Jahr 1800 gegründet und Thomas Francis wurde zum ordinierten Pastor. Die Quäker gründeten im Jahr 1807 eine Gemeinschaft, doch diese gibt es heute nicht mehr. Die erste baptistische Kirche wurde im Jahr 1836 gegründet, die erste methodistische im Jahr 1851.
In der Town gab es ein Kieswerk im Zentrum, ein Sägewerk und eine Getreidemühle in West Leeds sowie ein Kieswerk bei Curtis Corner.

### Einwohnerentwicklung
| Volkszählungsergebnisse – Town of Leeds, Maine | Volkszählungsergebnisse – Town of Leeds, Maine | Volkszählungsergebnisse – Town of Leeds, Maine | Volkszählungsergebnisse – Town of Leeds, Maine | Volkszählungsergebnisse – Town of Leeds, Maine | Volkszählungsergebnisse – Town of Leeds, Maine | Volkszählungsergebnisse – Town of Leeds, Maine | Volkszählungsergebnisse – Town of Leeds, Maine | Volkszählungsergebnisse – Town of Leeds, Maine | Volkszählungsergebnisse – Town of Leeds, Maine | Volkszählungsergebnisse – Town of Leeds, Maine |
| Jahr                                           | 1800                                           | 1810                                           | 1820                                           | 1830                                           | 1840                                           | 1850                                           | 1860                                           | 1870                                           | 1880                                           | 1890                                           |
| ---------------------------------------------- | ---------------------------------------------- | ---------------------------------------------- | ---------------------------------------------- | ---------------------------------------------- | ---------------------------------------------- | ---------------------------------------------- | ---------------------------------------------- | ---------------------------------------------- | ---------------------------------------------- | ---------------------------------------------- |
| Einwohner                                      | 607                                            | 1273                                           | 1534                                           | 1685                                           | 1736                                           | 1652                                           | 1390                                           | 1288                                           | 1194                                           | 999                                            |
| Jahr                                           | 1900                                           | 1910                                           | 1920                                           | 1930                                           | 1940                                           | 1950                                           | 1960                                           | 1970                                           | 1980                                           | 1990                                           |
| Einwohner                                      | 1065                                           | 990                                            | 840                                            | 729                                            | 801                                            | 797                                            | 807                                            | 1031                                           | 1463                                           | 1669                                           |
| Jahr                                           | 2000                                           | 2010                                           | 2020                                           | 2030                                           | 2040                                           | 2050                                           | 2060                                           | 2070                                           | 2080                                           | 2090                                           |
| Einwohner                                      | 2001                                           | 2326                                           | 2262                                           |                                                |                                                |                                                |                                                |                                                |                                                |                                                |

## Kultur und Sehenswürdigkeiten

### Bauwerke
In Leeds wurden zwei Gebäude unter Denkmalschutz gestellt und ins National Register of Historic Places aufgenommen:
- Big Ram Site, aufgenommen 1992, Register-Nr. 92001511
- Cape Site, aufgenommen 1992, Register-Nr. 92001511

## Wirtschaft und Infrastruktur

### Verkehr
Durch die südlichste Spitze der Town verläuft der U.S. Highway 202. Die Maine State Route 202 verläuft in nordsüdlicher Richtung von Wales im Süden nach Livemore Falls im Norden. Die Maine State Route 219 hingegen führt in ostwestlicher Richtung von Turner nach Wayne. Sie kreuzt in North Leeds die State Route 106. Leeds liegt an der Strecke der Androscoggin Railroad.

### Öffentliche Einrichtungen
Neben der unten angeführten Schule befindet sich die Central Library in Leeds im Municipal Building an der Calverley Street. Das nächste, öffentliche Krankenhaus der Umgebung, das Green Acres Major, mit 59 Betten befindet sich in Greene.

### Bildung
Leeds gehört mit Green und Turner zum Schulbezirk Maine School Administrative District 52. In Leeds gibt es eine öffentliche, sechszügige Grundschule mit vorgelagertem Kindergarten, die Leeds Central School. Für weiterführende Schulen müssen umliegende Gemeinden angefahren werden. Die nächstgelegenen Colleges sind in Standish und South Portland zu finden, die University of Maine bietet Studienplätze in Augusta und Farmington an.

## Persönlichkeiten

### Söhne und Töchter der Stadt
- Kenneth M. Curtis (* 1931), Politiker
- Jared Golden (* 1982), Politiker
- Oliver Otis Howard (1830–1909), General
- John Otis (1801–1856), Politiker